# クンドゥーズ州
クンドゥーズ州（クンドゥーズしゅう、ペルシア語: كندز）は、アフガニスタン北東部の州である。面積は8081平方キロメートル（34州中24位）、総人口は約95万人（34州中7位）、人口密度は118人/平方キロ（34州中5位）である。クンドゥーズ県、クンドゥズ県、クンドゥズ州と表記されることもある。州都はクンドゥーズ。

## 地理
クンドゥーズ州は日本の兵庫県（8401平方キロメートル）より少し小さな州である。州の北端には東からパンジ川が流れ、タジキスタンまで続く広大なオアシスがある。オアシスを過ぎた辺りでパンジ川はタジキスタンのヴァクシュ川と合流し、中央アジアの大河「アムダリヤ川」となる。その南はトルクメニスタンのカラクム砂漠から続く荒野が延びているが、州都クンドゥーズのあたりでカラ・バトゥール山脈（Kuhe Qara Batur）やクリワジャ・タウ山脈（Kohi Kliwaja Taw）などの山脈にぶつかって終わる。山脈はヒンドゥークシュ山脈からアムダリヤ川に向かって北西に延びる4本の支脈や丘陵で、支脈と支脈の間は盆地になっている。中央の最も広い盆地には南からクンドゥーズ川、東からはハーナーバード川が流れてくる。2つの川は州都クンドゥーズの辺りで合流し、オアシスを作って北西に向かいアムダリヤ川に注ぐ。
- イマーム・サーヒブ郡
- チャハール・ダラ郡

## 歴史

### 第二次アフガン戦争後
1896年、ドゥッラーニー部族連合のアブドゥッラフマーン・ハーン王はギルザイ部族連合のシール・ハーン・ナセルと１万人のパシュトゥーン人を異民族が居住するアフガニスタン北部（トルキスタン）に強制移住させた。シール・ハーン・ナセルはクンドゥーズの街やシルハン・バンダル港を建設し、スピンザー・コットン・カンパニーを創業した。

### 独立後
1921年、第三次アフガン戦争の勝利によりアフガニスタンはイギリスから独立した。1933年、国王ザーヒル・シャーが即位した。スピンザー・コットン・カンパニーは1935年にクンドゥーズで製綿を開始し、1940年には製陶工場を設立した。スピンザー・コットン・カンパニーは成功を収め、ナセルの甥のゴラム・セルワール・ナセルの時代には社員数2万人の大企業に成長し、街も発展した。

### 冷戦時代
クンドゥーズ州は1950年頃はカタガン州（現在のバグラーン州）の一部だったが、1958年から1964年頃に分割されて独立した州になった。1973年、ダウード元首相のクーデータにより王政が倒された。アフガニスタン共和国が成立し、スピンザー・コットン・カンパニーが国有化された。1978年、軍部のクーデターによりアフガニスタン民主共和国が成立した。ギルザイ部族連合のタラキー議長が土地改革を断行した為、ドゥッラーニー部族連合を中心とする伝統的な部族社会は激怒して内戦が勃発。アミーン議長も内戦を抑えることが出来ず、翌年にはソビエト連邦が軍事介入してアフガニスタン紛争 (1978年-1989年)が始まった。

### 冷戦終結後
1992年、ムジャーヒディーンがアフガニスタン民主共和国を倒したが、すぐに内輪もめが始まった。1993年頃のクンドゥーズ州はパシュトゥーン人のアブドゥル・ラスル・サイヤフ（イスラム連合）の影響下にあり、アミール司令官が地元の豪族・軍閥を率いていた。地元豪族の生業は農業と国境貿易であり、国境の街シルハンを巡ってラシッド・ドスタムと交戦した。隣国では1992年からタジキスタン内戦が起き、クンドゥーズ州には4万人の難民や反政府ゲリラが流入した。1994年3月、イスラム協会軍がカーブルとタジキスタンの間の輸送路を確保するために、州都クンドゥーズを占領した。1997年6月、ターリバーンはバルフ州のマザーリシャリーフを追われて敵中に孤立していた。ヘクマティヤール派のバグラニー司令官はターリバーンに協力し、クンドゥーズを占領した。9月、ターリバーンはマザーリシャリーフに再度侵攻したが、ドスタムに撃退された。1998年8月、ターリバーンはヘクマティヤール派の内応などによって、マザーリシャリーフを占領した。

### アメリカ同時多発テロ事件以降
2001年9月、アメリカ同時多発テロ事件が起きた。10月にはアメリカ合衆国がアフガニスタンに侵攻し、有志連合や北部同盟と共に戦闘を開始した。ドスタムは北部同盟に加盟し、11月にマザーリシャリーフに攻め込んだ。ターリバーンやアルカーイダはクンドゥーズ州に退却したが、クンドゥーズ包囲戦により結局敗北した。2004年10月、第一回の大統領選挙が実施され、クンドゥーズ州ではハーミド・カルザイ（約47%）が最多得票を得た。

### 第二回大統領選挙後
2009年4月7日、ドイツのアンゲラ・メルケル首相がクンドゥーズ州などを訪問した。ターリバーンやイスラム聖戦連合（IJU）はドイツの国論が分裂している様子を見て、ドイツ軍に対する攻撃を数ヶ月間続けて撤退に追い込もうとした。ISAFは反撃を行い、8月の第二回大統領選挙に併せてオカブ作戦を実施した。選挙も無事に行われ、クンドゥーズ州ではアブドラ・アブドラ元外相が最多得票（約55%）を得た。しかし直後の9月にISAFがターリバーンに盗まれたタンクローリーを爆撃した際に周辺に居た数十人の市民が死亡する事件が発生し、ドイツ議会の追及によりフランツ・ヨーゼフ・ユング大臣が辞任に追い込まれた（クンドゥーズ空爆事件）。2010年4月、日本人フリージャーナリストの常岡浩介が誘拐され（その後解放）、10月にはムハンマド・オマル知事がタハール州で自爆テロに巻き込まれて死亡した。

### 第三回大統領選挙後
2014年4月、第三回の大統領選挙が実施され、クンドゥーズ州ではアブドラ・アブドラ元外相が最多得票（約55%）を得た。ISAFは2014年末で終了し、多国籍軍は確固たる支援任務に移行し、治安はアフガニスタン軍や警察が独力で維持することになった。この頃、州政府はウズベキスタン・イスラム運動の元活動家のカリ・ビラル（Qari Bilal）がターリバーンの「影の州知事」と結託して攻撃の準備をしていると看做していた。2015年、ターリバーンは最高指導者ムハンマド・オマルの死を認め、アフタル・ムハンマド・マンスールが新しい最高指導者に就任した。4月、ターリバーンは春の大攻勢「アズム」を開始し、全国に攻撃をしかけた。クンドゥーズ州でもイマーム・サーヒブ郡やチャールダラ郡、ハーナーバード郡などが次々と占領され、9月には州都クンドゥーズが短期的に占領された（クンドゥーズの戦い）。ターリバーンの小部隊による余りにもあっけない占領に対しては、民族対立に基づく政治腐敗によって民心が離れているという説があり、例えば非道な軍閥指導者ミール・アラム・ハーン（Mir Alam Khan）が憎まれているという説がある。また逆に軍・警察に戦意がなく、政府派民兵に対する支援が足りずに戦わずして後退しているという説もある。またターリバーンの主張によると周辺の郡を襲って、数百台の車両や武器弾薬を手に入れているようである。
2017年2月、連合軍はターリバーンの影の州知事であり、クンドゥーズの戦いなどの首謀者であるAbdul Salam を空爆により殺害した。2017年10月、政府が支配地域は407郡中231郡（57％）にすぎないことが判明した。政府とターリバーンは122郡（30％）の支配を争っており、ターリバーンが54郡（13％）を支配していることが分かった。ターリバーンの支配地域は2015年11月から2017年8月の間に倍増しており、紛争地域も1.4倍増加した。ウルズガーン州（7郡中5郡）やクンドゥーズ州（7郡中5郡）、ヘルマンド州（14郡中9郡）はほぼターリバーンに支配されていた。

### 第四回大統領選挙後
2020年9月、アフガニスタン政府とターリバーンの初の和平交渉がカタールで開催された。しかし和平協議中にもかかわらず、ターリバーンはクンドゥーズ州を含む34州中28州で攻撃をしかけた。
2021年2月、Pajhwok Afghan Newsの電話調査によると、ターリバーンは Gulbad地区とグルテパ地区（GulTepa）を完全に支配しており、Aqtash地区の中心部も支配していると言う。3月、アフガニスタン政府の治安部隊とターリバーンの戦闘が34州中20州で続き、クンドゥーズ州でも激しい戦闘が行われた。
6月18日、ターリバーンはクンドゥーズ州の州都近郊に部隊を集結させたが、結局攻撃は行わなかった。6月22日、アリーアーバード郡やグルテパ地区やチャハール・ダラ郡など州都周辺の郡をターリバーンが占領した。またタジキスタン国境の通関拠点であるシルハン・バンダル港までもが失陥し、アフガニスタン政府の守備隊の一部は国境を越えてタジキスタンに逃亡した。タジキスタン政府によると、アフガニスタンからタジキスタンに敗走したアフガニスタン兵は2週間で1600人に及んでいると言う。6月25日、バイデン大統領とガニ大統領の会談に合わせて、アメリカ軍はバグラーン州やクンドゥーズ州でドローンによる空爆を行った。
8月6日、ターリバーンはクンドゥーズ市への攻撃を開始した。8月7日、ターリバーンは市内に侵入したが、アフガニスタン軍が撃退した。8月8日、ターリバーンはクンドゥーズ市の中心部を占領した。アフガニスタン軍は警察本部や空港周辺に撤退して戦っている。8月12日、ターリバーンはクンドゥーズ空港を占領した。空港を守備していたアフガニスタン軍は降伏し、故障中のヘリコプターなども奪われたと言う。

## 行政区分

クンドゥーズ州の郡

1市6郡を擁する。クンドゥーズ州では州都（約30万人）やImam Sahib郡（約23万人）、Archi郡（約8万人）などに多くの住民が居る。人口1万人以上の都市はクンドゥーズ（約14万人）やKhan Abad（約4万人）、Imam Sahib（約3万人）、Qala -e-Zal（約2万人）である。
- Ali Abad（アリーアーバード郡[4]、アリアバド地区）
- Archi（アルチー郡[4]、アルチ地区）
- Char Dara（チャハール・ダラ郡[4]、チャール・ダラ郡、チャルダラ地区）
- Imam Sahib（イマーム・サーヒブ郡[4]、イマムサヘブ地区[51]）
- Khan Abad（ハーナーバード郡[4]、ハナバド地区）- 2015年にAqtash地区が分離した
- Kunduz - 州都クンドゥーズ
- Qalay-I-Zal（カライ・ザール郡、カライザル地区）

### イマーム・サーヒブ郡
イマーム・サーヒブ郡（Hazrati Imam Sahib）は北部に位置する郡である。人口は22万5800人であり、州内で第2位の人口を擁している。郡都はイマーム・サヒーブ市であり、15%が都市に在住している。北部はパンジ川に面しておりオアシスを形成している。中部と南部はKohi Kliwaja Taw 山脈がある。イマーム・サヒーブ市はアラブ人、北部はウズベク人、中部はトルクメン人、南部はパシュトゥーン人が在住している。

### チャハール・ダラ郡
チャハール・ダラ郡（Chahar Darah）は西部に位置する郡である。人口は7万1400人であり、州内で第5位の人口を擁している。郡都はチャール・ダラだが十字路があるだけで、100%が郊外に在住している。東部はクンドゥーズ川の左岸であり、州都クンドゥーズ市に隣接するオアシスの中に多くの村がある。西部はKuhe Qara Batur 山脈があり荒野が広がっている。東部はパシュトゥーン人が在住し、西部はウズベク人とタジク人が混在している。灌漑により農業を営んでいるが、クンドゥーズ川の水量が足りないためか他郡と異なり郡内の大半が一毛作である。保守的な地域であり、少女に対する酷い暴力や殺人が行われている。ターリバーンの活動が活発な地域であり、2009年6月にドイツ軍の装甲擲弾兵391大隊や降下猟兵263大隊の兵士3人が殺害された。ドイツ軍は7月にオカブ作戦を実施して地域を掃討したが、作戦が終わると直ぐにターリバーンが勢力を盛り返し、9月には盗んだタンクローリーをチャールダラ郡に運び込もうとしてクンドゥーズ空爆事件が起きた。2010年4月も治安が悪化し、降下猟兵373大隊の兵士3人が殺害され、日本人フリージャーナリストの常岡浩介が監禁された。

## 産業

### 農業
| 種類             | 生産量       | 順位 |
| ---------------- | ------------ | ---- |
| 小麦             | 36万1000トン | 3位  |
| 米               | 10万5121トン | 2位  |
| 大麦             | 1万4760トン  | 14位 |
| 綿花             | 4400トン     | 3位  |
| とうもろこし     | 3080トン     | 25位 |
| アーモンド       | 198トン      | 10位 |
| グレープフルーツ | 139トン      | 20位 |
| 桃               | 86トン       | 8位  |
| りんご           | 40トン       | 22位 |

クンドゥーズ州は小麦（34州中3位）や米（34州中2位）、綿花（34州中3位）の生産が全国的に見ても盛んで、桃（34州中8位）がかなり生産されている。

### 鉱業
クンドゥーズ州では天青石の鉱脈が発見されている。

## 住民

### 民族

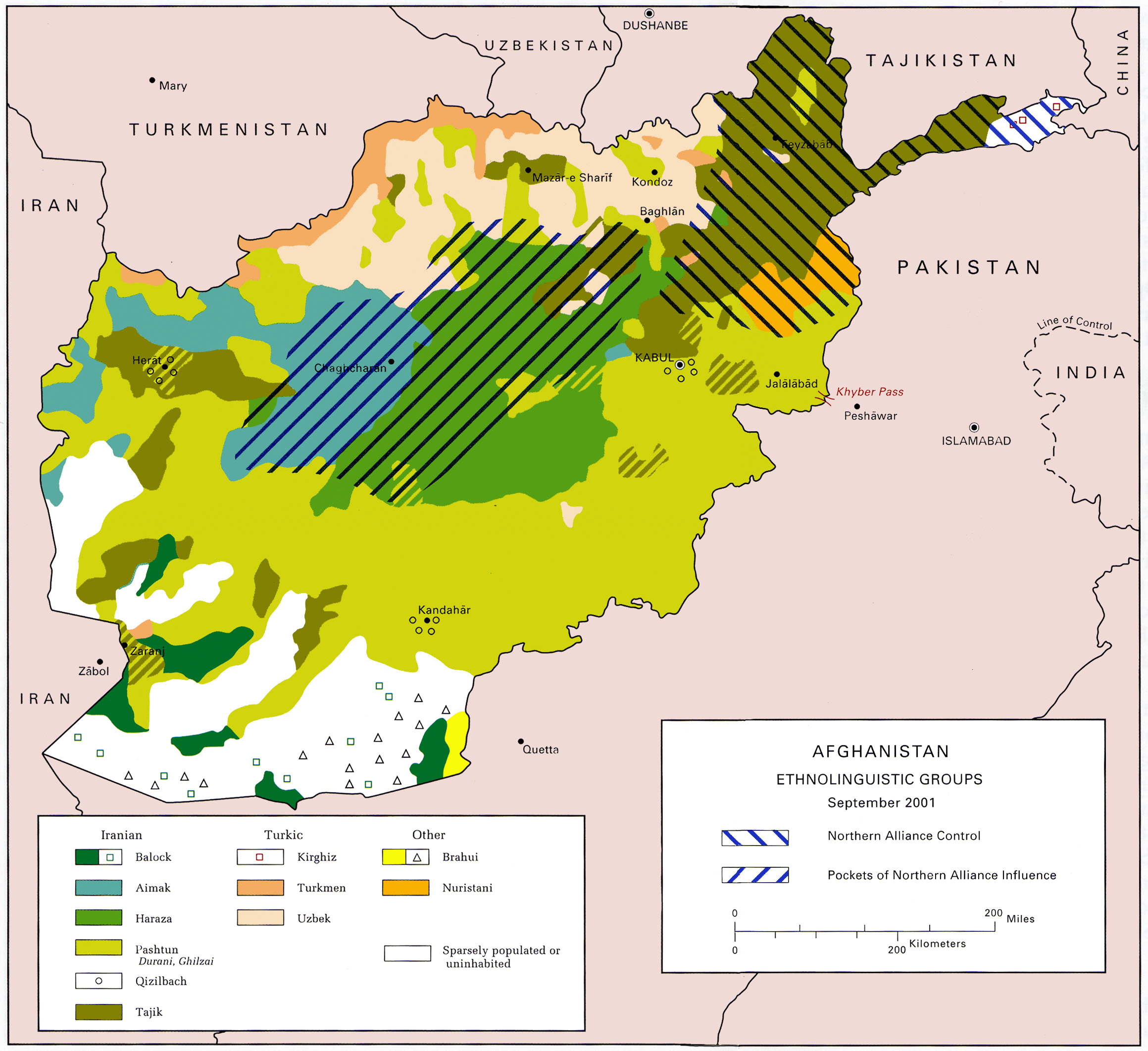
2001年のアフガニスタンの民族

クンドゥーズ州の多数派はパシュトゥーン人とタジク人だと言われている。パシュトゥーン人の一部は、19世紀に強制移住させられたカンダハーリーの末裔である。その他にはウズベク人、ハザーラ人、トルクメン人などが続く。主な部族はアイマーク人、Sujani 族、Sadaat 族（ハザーラ人）、シーク・アリ族（ハザーラ人）、イスマーイール派、Omarkhil 族、Ibrahimkhil 族（ウズベク人）、Amadzaee 族、カルルク族（テュルク系遊牧民）、Toghli 族、アラブ人、クチ族、バローチ人である。

### 言語
クンドゥーズ州の主要言語はパシュトゥー語とダリー語とウズベク語である。識字率は20%である。

### 主な出身者
- グルブッディーン・ヘクマティヤール - パシュトゥーン人の政治家、ムジャーヒディーン、アフガニスタンの首相。
- アブドゥル・ラティフ・イブラヒミ - ウズベク人。前州知事・現タハール州知事。Imam Sahib 郡を代々支配するイブラヒミ族の一員[15]で、常岡浩介を誘拐した軍閥だと言う[63]。